# St. George Mivart

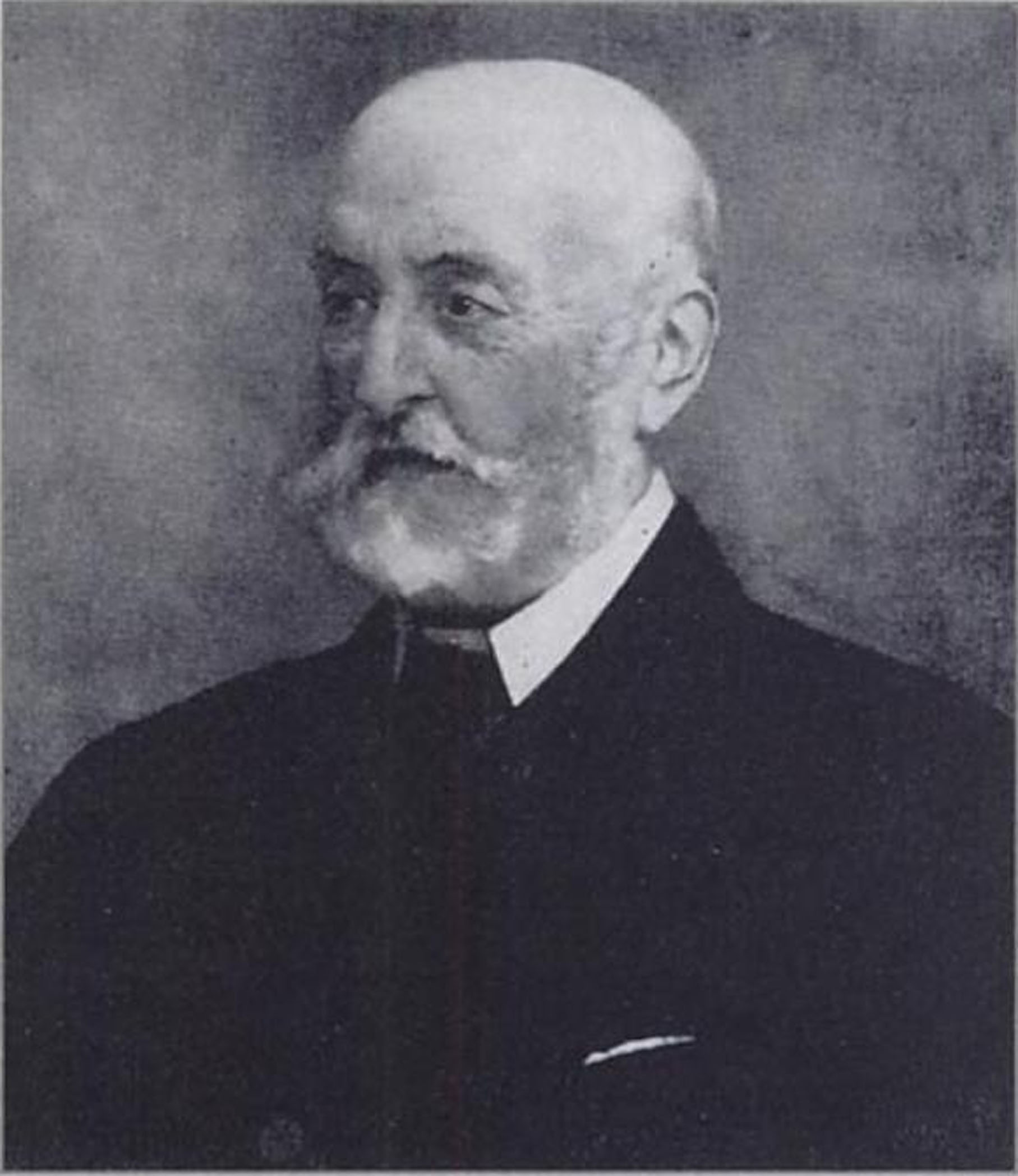
St. George Jackson Mivart

St. George Jackson Mivart (* 30. November 1827 in London; † 1. April 1900 ebenda) war ein englischer Zoologe mit dem Spezialgebiet der vergleichenden Anatomie und ein katholischer Naturphilosoph. Unter dem Einfluss von Thomas Henry Huxley beschäftigte sich Mivart mit vergleichenden anatomischen Studien an Affen und entwickelte sich zu einem Anhänger des Evolutionsgedankens, den er in seinen Schriften mit seinem katholischen Glauben zu vereinbaren suchte. In dem 1871 veröffentlichten Werk On the Genesis of Species argumentierte er gegen die Wirksamkeit des von Charles Darwin in On the Origin of Species beschriebenen Mechanismus der natürlichen Selektion. In der Folgezeit entwickelte er sich zu einem der entschiedensten Gegner der darwinschen Evolutionstheorie.
Mivarts Bemühungen, die katholische Lehre mit den Naturwissenschaften auszusöhnen, fanden bei der römisch-katholischen Kirche zunächst hohe Anerkennung. Später geriet er mit seinen naturphilosophischen Ansichten immer mehr in Widerspruch zu den Dogmen der Kirche. Drei seiner Schriften wurden auf den Index der verbotenen Bücher gesetzt. Mivart selbst wurde kurz vor seinem Tod exkommuniziert.

## Leben und Wirken

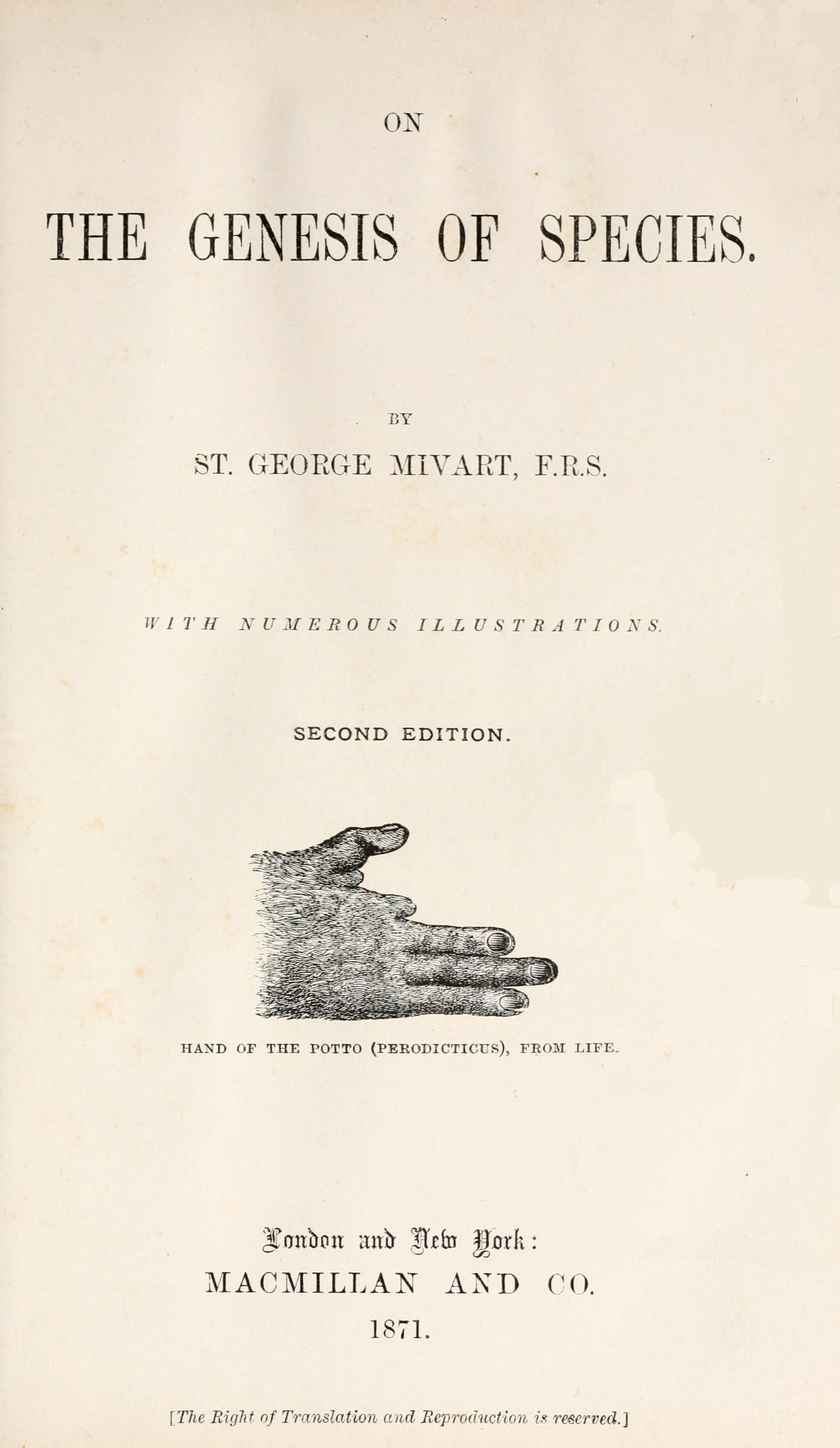
Titelseite der 2. Auflage von On the Genesis of Species (1871).

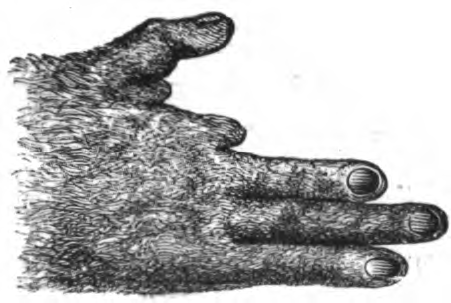
Die Abbildung der Hand eines Pottos in On the Genesis of Species zeigt den rückgebildeten Zeigefinger.

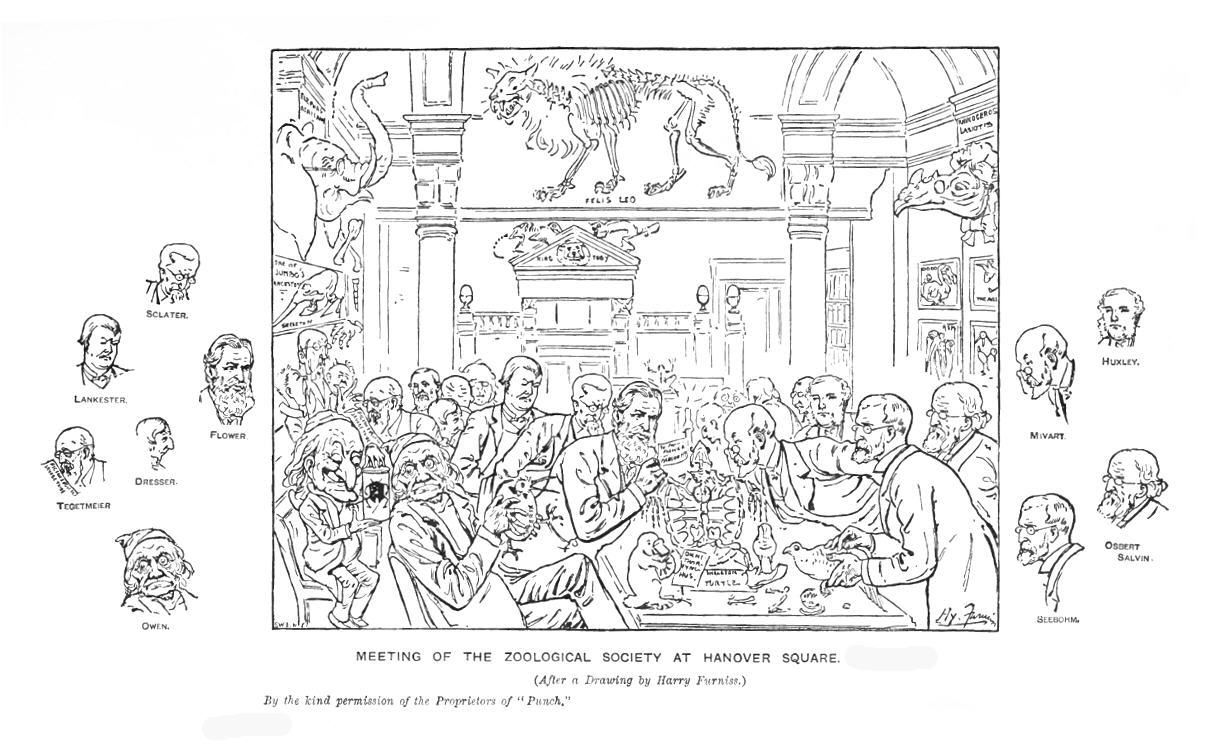
Treffen der Zoological Society of London mit Mivart auf der rechten Seite. Karikatur nach einer Zeichnung von Harry Furniss (1854–1925) aus der Zeitschrift Punch.

George Mivart war der dritte Sohn von James Edward Mivart (1781–1856), der seit 1812 Inhaber des Hotel Mivart’s am Grosvenor Square in London war. Er begann seine Ausbildung an der Clapham Grammar School und setzte sie an der Harrow School und dem King’s College London fort. Mivart interessierte sich für Architektur und besuchte mit 16 Jahren verschiedene von Augustus Welby Northmore Pugin entworfene Kirchen. In Birmingham traf er in der St. Chad’s Cathedral den späteren Präsidenten des Oscott College, John Moore (1807–1856), unter dessen Einfluss Mivart 1844 zum Glauben der römisch-katholischen Kirche konvertierte. Vom 21. Oktober 1844 bis 1846 setzte er seine Ausbildung am Oscott College fort. Dort wurde er am 11. Mai 1845 von Bischof Nicholas Wiseman gefirmt.
Am 30. Januar 1851 wurde Mivart zum Barrister der Anwaltskammer Lincoln’s Inn ernannt. Er interessierte sich für Richard Owens Vorlesungen am Royal College of Surgeons und lernte 1859 Thomas Henry Huxley kennen, der seit 1854 an der 1851 gegründeten Government School of Mines and Science Applied to the Arts lehrte. Bereits 1849 war er Mitglied der Royal Institution of Great Britain geworden. Auf Empfehlung von Owen und Huxley erhielt er 1862 die Stelle des Lecturers für Zoologie am St. Mary’s Hospital in Paddington, die er bis 1884 innehatte. In diesem Jahr wurde er Mitglied der Linnean Society of London, als deren Sekretär er von 1874 bis 1880 arbeitete und deren Vizepräsident er von 1880 bis 1892 war.
Nach der Veröffentlichung von Huxleys Evidence as to Man's Place in Nature (1863) begann Mivart, Affen und Lemuren zu untersuchen. Seine erste zoologische Veröffentlichung stammt von 1864 und beschäftigt sich mit dem Schädel und dem Gebiss der Gewöhnlichen Makis. Die Feuchtnasenaffen bildeten bis 1869 den Schwerpunkt seiner anatomischen Untersuchungen.
Mit Huxleys Unterstützung wurde Mivart am 3. Juni 1867 in die Royal Society aufgenommen. 1869 trat er der Zoological Society of London bei, für die er von 1869 bis 1882 als Vizepräsident wirkte. 1868 regte er eine populäre biologische Artikelserie an, die in der Popular Science Review erschien und für die er selbst Beiträge (beispielsweise über Hummer, Sepien und Seeigel) verfasste. Unter dem Einfluss von Huxleys Vorlesungen entwickelte sich Mivart zu einem Anhänger des Evolutionsgedankens. In seinem ersten, 1871 erschienenen Buch On the Genesis of Species bestritt er jedoch mit zahlreichen Einwänden die Wirksamkeit des von Charles Darwin in On the Origin of Species beschriebenen Mechanismus der natürlichen Selektion. Im zwei Jahre später veröffentlichten Buch Man and Apes bestand er auf einer kreationistischen Ausnahmestellung des Menschen.
Mivart, der weiterhin zoologische Werke über katzenartige und bärenartige (Arctoidea) Raubtiere, Hunde und Lories veröffentlichte, wandte sich mehr und mehr naturphilosophischen Fragestellungen zu. Dabei versuchte er, seine Evolutionstheorie mit seinem katholischen Glauben in Einklang zu bringen, und kämpfte gleichzeitig gegen den weit verbreiteten Agnostizismus an. 1874 wurde Mivart Mitglied der Metaphysical Society und im selben Jahr auch Professor für Biologie am Catholic University College Kensington, an dem er bis 1877 lehrte. Für seine Bemühungen, die katholische Lehre mit den Naturwissenschaften auszusöhnen, verlieh ihm Papst Pius IX. 1876 den Doktortitel für Philosophie. 1884 folgte ein Doktorat für Medizin der katholischen Universität Löwen, an der er später – von 1890 bis 1893 – als Professor für Philosophie der Naturgeschichte unterrichtete.
Eine Folge von drei Artikeln mit dem Titel The Happiness in Hell, die er Ende 1892 und Anfang 1893 in The Nineteenth Century Magazine veröffentlichte, wurde am 19. Juli 1893 auf den Index der verbotenen Bücher gesetzt. Darin vertrat er die Ansicht, dass die Hölle kein Ort der Pein sei, sondern ein Platz zur Erlangung der natürlichen Glückseligkeit, und dass diese Auffassung kein Widerspruch zum katholischen Glauben sei. Als er Anfang Januar 1900 in zwei Artikeln seine Ansichten über die Hölle erneut äußerte und einen Gott, der einen solchen Ort der Qualen erschaffen hätte, als einen schlechten Gott bezeichnete, wurde er, während der Amtszeit von Papst Leo XIII., nach einer kurzen Kontroverse mit Kardinal Herbert Vaughan am 18. Januar 1900 exkommuniziert.
Bereits wenige Wochen später starb Mivart. Ein kirchliches Begräbnis wurde ihm zunächst verwehrt. Erst am 18. Januar 1904 wurde er auf dem katholischen Friedhof von Kensal Green bestattet.
Der Arzt Frederick St. George Mivart (1855–1925) war sein Sohn.

## Mivart und Darwin

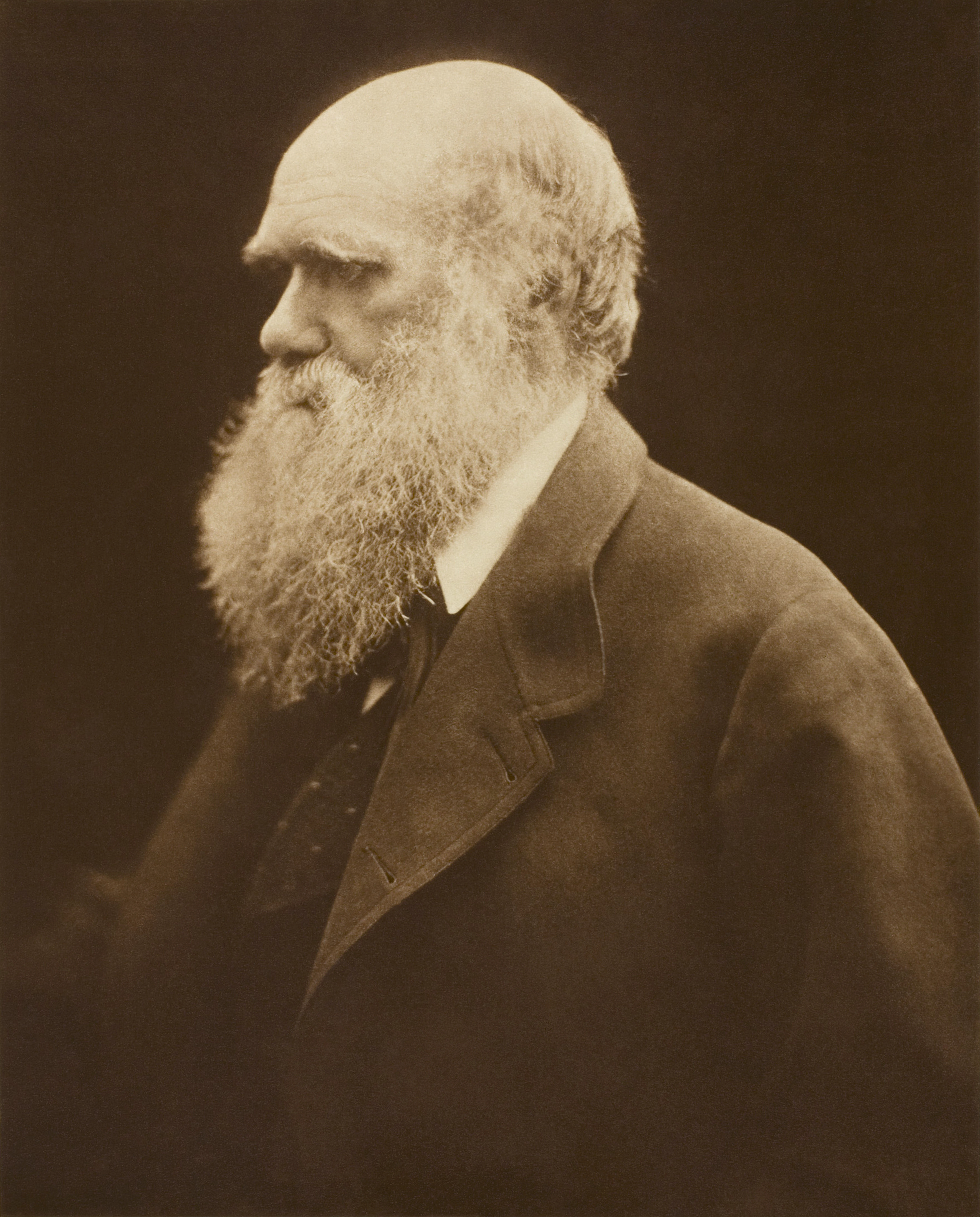
Charles Darwin (1869).

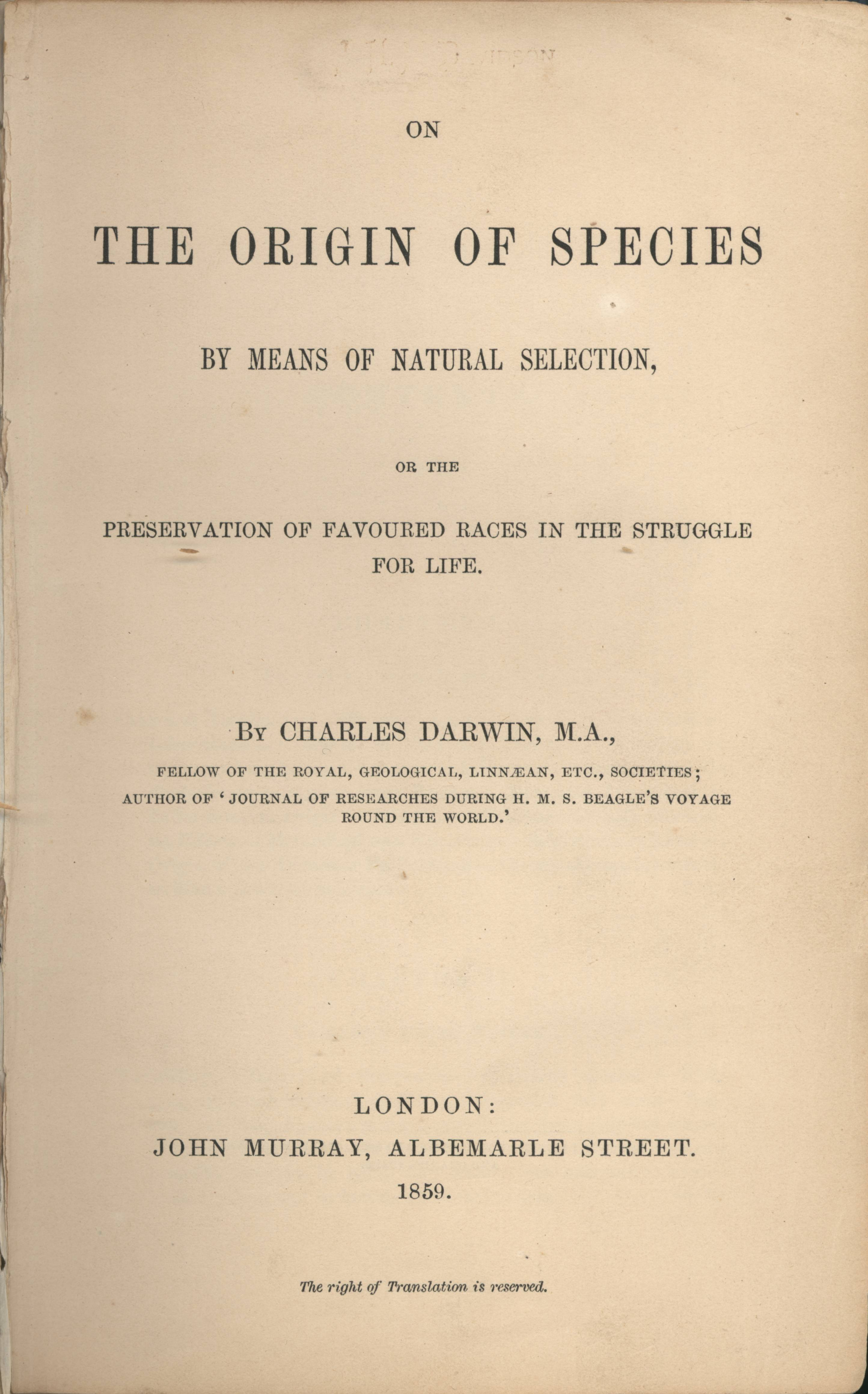
Titelseite von Erstausgabe von On the Origin of Species (1859).

Mivart lernte Charles Darwin durch Thomas Henry Huxley kennen. Im Juni 1867, kurz nach seiner Aufnahme in die Royal Society, kündigte Mivart Huxley an, dass er seine Einwände gegen Darwins Auffassungen veröffentlichen wolle. Unter dem Titel Difficulties of the Theory of Natural Selection erschien in der von den Jesuiten herausgegebenen Zeitschrift The Month eine anonym veröffentlichte Folge von Artikeln, die von Mivart stammten und die Grundlage für sein Werk On the Genesis of Species bildeten. Mivart hatte den Titel mit Bedacht in Anlehnung an Darwins On the Origin of Species gewählt. Im Januar 1871 erhielt Darwin ein Exemplar von On the Genesis of Species von Mivart, kurz nachdem er die letzten Korrekturen an Die Abstammung des Menschen und die geschlechtliche Zuchtwahl erledigt hatte.
Mivart fasste seine Einwände in On the Genesis of Species gegen Darwins Theorie folgendermaßen zusammen:
- Dass “Natürliche Selektion” unfähig ist, beginnende Stufen nützlicher Strukturen zu erklären.
- Dass sie nicht mit der Koexistenz von gleichartigen Strukturen unterschiedlichen Ursprungs harmoniert.
- Dass es Gründe für die Annahme gibt, dass sich Artunterschiede plötzlich anstatt graduell entwickelt haben.
- Dass die Ansicht, dass Arten feste, obgleich sehr unterschiedliche Grenzen ihrer Variabilität haben, haltbar ist.
- Dass bestimmte fossile Übergangsformen fehlen, von denen man erwarten würde, dass sie vorhanden sind.
- Dass einige Fakten der geographischen Verteilung zu anderen Schwierigkeiten beitragen.
- Dass der vom physiologischen Unterschied zwischen “Art” und “Rasse” abgeleitete Einwand noch unwiderlegt ist.
- Dass es viele bemerkenswerte Phänomene bei den organischen Formen gibt, die die “Natürliche Selektion” nicht erhellt.

Sein Hauptaugenmerk richtete Mivart dabei auf konvergente Entwicklungen und auf die nicht vorhandenen Zwischenstufen im Ablauf der Evolution. Seiner Meinung nach konnte die Selektion weder die Konvergenz zwischen dem Hund und dem australischen Beutelwolf noch einen „beginnenden Flügel“ erklären. Er untermauerte seine Behauptungen mit zahlreichen anatomischen Beispielen. Gleichzeitig vertrat er die Auffassung, dass die Evolution auf ein Ziel gerichtet sei und den Menschen nicht einschlösse.
Darwin nahm Mivarts Einwände sehr ernst. Er unterbrach seine Arbeit am fast fertigen Werk Der Ausdruck der Gemütsbewegungen bei dem Menschen und den Tieren und wandte sich einer weiteren Auflage von On the Origin of Species (6. Auflage, 1872) zu. Unter dem Titel Miscellaneous Objections to the Theory of Natural Selection (Kapitel 7: Verschiedene Einwände gegen die Theorie der Natürlichen Selektion) fügte er seinem Werk ein umfangreiches Kapitel hinzu, in dem er sich mit Mivarts Argumenten auseinandersetzte und diese widerlegte.
In seinen Briefen versuchte Mivart, Darwin zu beschwichtigen:

„Das Bekenntnis zu Ihren Auffassungen bedeutet für viele die Aufgabe des Glaubens an Gott und an die Unsterblichkeit der Seele sowie an zukünftige Belohnungen und Strafen […] Ich meine, daß die Zerstörung dieser Glaubensüberzeugungen äußerst gravierend für das irdische Glück der Menschheit ist […]“

„Während ich (wie mich die Pflicht zu tun zwingt) Standpunkte angreife, die Sie einnehmen, greife ich weniger Sie an als andere, deren Auffassungen sich auf Ihre Forschungsarbeit stützen“

Unerwartete Unterstützung bekam Darwin vom US-Amerikaner Chauncey Wright, einem Studenten Asa Grays, der ihm seine Analyse von Mivarts „Genesis“ zuschickte, die im Juli 1871 in der Zeitschrift North American Review erscheinen sollte. Darwin war von diesem Beitrag so angetan, dass er Wrights Artikel im September auf eigene Kosten bei John Murray nachdrucken ließ und sogar den von Wright vorgeschlagenen geänderten Titel Darwinism: An Examination of Mr. St. George Mivart’s ‚Genesis of species‘ übernahm.
Im Juli 1871 erschien in der Quarterly Review Mivarts Besprechung von The Descent of Man, von dem Mivart Anfang 1871 ein Vorausexemplar erhalten hatte, die Darwins Beziehung zu Mivart zusätzlich verschärfte. Huxley schrieb eine Erwiderung auf Mivarts Besprechung und griff den sich zur Evolution bekennenden Katholiken heftig an: „Wenn Suárez die katholische Lehre richtig wiedergegeben hat, dann ist Evolution die schlimmste Ketzerei.“ und warf ihm vor, er könne nicht „gleichzeitig ein treuer Sohn der Kirche und ein loyaler Soldat der Wissenschaft“ sein. Im Januar 1872 beendeten Darwin und Mivart im gegenseitigen Einvernehmen ihre wissenschaftliche Korrespondenz.
Als Darwins Sohn George 1873 den Aufsatz „Wünschenswerte Einschränkungen der Eheschließung“ veröffentlichte, brach der Konflikt mit Mivart erneut aus. In Primitive Man griff Mivart George Darwin an und unterstellte ihm, „um einer Verbesserung der Rasse willen die Bande der Ehe“ lockern zu wollen; dabei hatte George Darwin lediglich vorgeschlagen, in Fällen von „Kriminalität oder Lasterhaftigkeit“ eine Scheidung zu ermöglichen. Der empörte Darwin setzte seinen Verleger John Murray, der gleichzeitig Herausgeber der Zeitschrift Contemporary Review war, unter Druck, damit in der nächsten Ausgabe eine Erwiderung seines Sohnes erscheinen konnte. Die gleichzeitig abgedruckte Entschuldigung Mivarts reichte Huxley und anderen Mitgliedern des X-Clubs nicht und kränkte Darwin nur noch mehr. Am 12. Januar 1875 verfasste Darwin einen letzten Brief an Mivart und teilte ihm mit, dass er nie mehr ein Wort mit ihm wechseln werde.

## Schriften (Auswahl)

### Bücher
- On the Genesis of Species. London 1871; online (1. Auflage)
- Lessons in Elementary Anatomy. London 1873; online (Auflage von 1889)
- Man and Apes: an Exposition of Structural Resemblances and Differences Bearing upon Questions of Affinity and Origin. Robert Hardwicke, London 1873 – mit 41 Tafeln; online
- The Common Frog. Macmillan, London 1874; online
- Lessons from Nature, as Manifested in Mind and Matter. London 1876; online
- Contemporary Evolution. An Essay on Some Recent Social Changes. London 1876; online
- The Cat: An Introduction to the Study of Backboned Animals, Especially Mammals. Murray, London 1881; online
- Nature and Thought. London 1882
- A Philosophical Catechism. For Beginners. London, New York 1884
- A Monograph of the Lories, or Brush-Tongued Parrots, composing the Family Loriidae – mit 61 Tafeln von John Gerrard Keulemans
- On Truth: A Systematic Inquiry. London 1889; online
- The Origin of Human Reason: Being an Examination of Recent Hypotheses Concerning It. London 1889; online
- Dogs, Jackals, Wolves, and Foxes: A Monograph of the Canidae. London 1890 – mit 45 Tafeln von John Gerrard Keulemans; online
- Introduction générale à l'étude de la nature – cours professé à l'école supérieure de philosophie à l'Université de Louvain. Löwen, Paris 1891
- Essays and Criticisms. 2 Bände, London, Boston 1892; Band 1, Band 2
- Birds. Taylor & Francis, London 1892
- Types of Animal Life. London 1893; online
- Introduction to the Elements of Science. London 1894
- Henry Standon, Or Love's Debt to Duty. London 1894, 3 Bände – unter dem Pseudonym D’Arcy Drew; 1900 in London als Castle and Manor: A Tale of Our Time erschienen
- The Helpful Science. London, New York 1895; online
- The Groundwork of Science: A Study of Epistemology. London 1898; online

### Zoologische Zeitschriftenbeiträge
- Notes on the Crania and Dentition of the Lemuridae. In: Proceedings of the Zoological Society of London. London 1864, S. 611–648
- Contribution toward a More Complete Knowledge of the Axial Skeleton in the Primates. In: Proceedings of the Zoological Society of London. London 1865, 545–592
- Observations on the Anatomy of Nycticebus tardigradus. In: Proceedings of the Zoological Society of London. London 1865, 240–256 – mit James Murie
- On some Points in the Anatomy of Echidna hystrix. In: Transactions of the Linnean Society of London. Band 25, S. 379–403
- On the Appendicular Skeleton of the Primates. In: Philosophical Transactions of the Royal Society of London, Band 157, 1867, S. 299–429; online
- Notes on the Osteology of the Insectivora. In: Journal of Anatomy and Physiology. 1868, Band 2, Nr. 1, S. 117–154; PMC 1318593 (freier Volltext)
- On the Anatomy of the Lemuroidea. In: Transactions of the London Zoological Society. Band 7, S. 1–113 – mit James Murie
- Anatomy of the Lobster (Homarus). In: The Popular Science Review. Band 7, 1868, S. 345–353
- Anatomy of the Cuttle-fish (Sepia). In: The Popular Science Review. Band 8, 1869, S. 111–120
- The Echinus, or Sea Urchin. In: The Popular Science Review. Band 9, 1870, S. 366–377
- On the Use of the Term „Homology“. In: Annals and Magazine of Natural History. 4. Serie, Band 6, 1870, S. 112–121 – mit Ray Lankester
- On the Vertebrate Skeleton. In: Transactions of the Linnean Society. Band 27, 1871, S. 369–392
- On the axial skeleton of the Pelecanidae. In: Transactions of the Zoological Society of London. Band 10, 1878, S. 315–378; online

### Zeitschriftenbeiträge zur Evolutionstheorie
- Difficulties of the Theory of Natural Selection. In: The Month. Band 11, 1869, S. 35–53, 134–153, 274–289 – anonym veröffentlicht
- Darwin’s Descent of Man’. In: Quarterly Review. Band. 131, 1871, S. 47–90
- Specific Genesis’. In: North American Review. Band 114, 1872, S. 451–468.
- Evolution and Its Consequences: A Reply to Professor Huxley. In: Contemporary Review. Band 19, 1872, S. 168–197; online
- Primitive Man: Tylor and Lubbock. In: Quarterly Review . Band CXLVII?, 1874, S. 40–77
- Reply to George Darwin’. In: Quarterly Review. Band 137?, 1874, S. 588–589
- What Are Living Beings? In: Contemporary Review Band 35, Juli 1879, S. 688–718
- Evolution in Professor Huxley. In: The Nineteenth Century Magazine. Band 34, August 1893, S. 198–211
- Huxley as a Zoologist. In: Natural Science. Band 7, 1895, S. 121–125.
- Are Specific Characters the Result of “Natural Selection”? In: Nature. Nr. 54, Juli 1896, S. 246–247
- Some Reminiscences of Thomas Henry Huxley. In: The Nineteenth Century Magazine. Band 42, Dezember 1897, S. 985–998
- What Makes a Species? In: American Catholic Quarterly Review. Band 23, Nr. 89, Januar 1898, S. 28–44

### Naturphilosophische Zeitschriftenbeiträge
- Herbert Spencer. In: Quarterly Review. Band 135, 1873, S. 509–539
- Examination of Mr. Spencer's Psychology. In: Dublin Review. Band 23–32, 1874–1879
- Herbert Spencer's System of Philosophy. In: Dublin Review. Band 34, 1880, S. 26–73
- Modern Catholics and Scientific Freedom. In: The Nineteenth Century Magazine. Juli 1885; online
- Bishop Temple's Lectures on Religion and Science. In: Edinburgh Review. Band 162, 1885, S. 204–233
- The Catholic Church and Biblical Criticism. In: The Nineteenth Century Magazine. Juli 1887
- Catholicity and Reason. In: The Nineteenth Century Magazine. December 1887
- The Life and Letters of Charles Darwin. In: Edinburgh Review. Band 167, 1888, 407–447
- Happiness in Hell. In: The Nineteenth Century Magazine. Band 32, S. 899–919, Dezember 1892
- The Happiness in Hell: a Rejoinder. In: The Nineteenth Century Magazine. Band 33, S. 320–338, Februar 1893
- Last words on the Happiness in Hell. A Rejoinder. In: The Nineteenth Century Magazine. Band 33, S. 637–651, April 1893
- The Continuity of Catholicism. In: The Nineteenth Century Magazine. Band 47, S. 51–72, Januar 1900
- Some Recent Apologists. In: Fortnightly Review. Band 67, S. 24–72, Januar 1900
- Under the Ban: A Correspondence between Dr. St. George Mivart and Herbert Cardinal Vaughan, Archbishop of Westminster; Accompanied by Two Articles by Dr. Mivart on "Some recent Catholic apologists" and "The continuity of Catholicism". London 1900, online

### Sonstige
- One Point of Controversy with the Agnostics. In: Manning (Hrsg.): Essays on Religion and Literature. Band 3, London 1868
- Ape. In: Encyclopædia Britannica. 9. Auflage, 1870–1890
- Reptilia (Anatomy). In: Encyclopædia Britannica. 9. Auflage, 1870–1890
- Skeleton. In: Encyclopædia Britannica. 9. Auflage, 1870–1890

## Nachweise

## Weiterführende Literatur
- Christopher Olaf Blum: St. George Mivart: Catholic Natural Philosopher. University of Notre Dame, 1996
- Jacob W. Gruber: A Conscience in Conflict. The Life of St. George Jackson Mivart. Columbia University Press, New York, 1960
- John David Root: The Final Apostasy of St. George Jackson Mivart. In: Catholic Historical Review. Band 71, Januar 1985, S. 1–25